# Засечный (Пермский край)
Засечный — деревня в Пермском крае России. Входит в Чайковский городской округ.

## География
Деревня расположена на трёх реках: Засечная и Мартьяниха (притоки реки Сайгатка), а также Сайгатки, примерно в 5 км к востоку от села Ваньки и в 20 км к северо-востоку от города от Чайковского.

## История
В 2016 году статус населённого пункта был изменён с посёлок на деревня
С декабря 2004 до весны 2018 гг. деревня входила в Ваньковское сельское поселение Чайковского муниципального района.

## Население
| 2010 |
| ---- |
| 251  |

## Улицы
В деревне имеются улицы:
- 25 лет Октября ул.
- Заречная ул.
- Звезды ул.
- Зелёная ул.
- Кирова ул.
- Комсомольская ул.
- Лесной пер.
- Матросова ул.
- Мира ул.
- Набережная ул.
- Октябрьский пер.
- Пионерская ул.
- Савинский пер.
- Советская ул.
- Труда ул.

## Топографические карты
- Лист карты O-40-109 Чайковский. Масштаб: 1 : 100 000. Состояние местности на 1982 год. Издание 1983 г.